# Xylomedes carbonnieri
Xylomedes carbonnieri är en skalbaggsart som först beskrevs av Pierre Lesne 1897.  Xylomedes carbonnieri ingår i släktet Xylomedes och familjen kapuschongbaggar. Inga underarter finns listade i Catalogue of Life.